# Ruth Jennifer Ondo Mouchita
Ruth Jennifer Ondo Mouchita (sinh năm 1992) là chủ nhân cuộc thi sắc đẹp của Gabon, người đã đăng quang cuộc thi Hoa hậu Gabon 2013 và đại diện của Gabon tại cuộc thi Hoa hậu Hoàn vũ 2013.

## Hoa hậu Gabon 2013
Là đại diện của tỉnh Haut-Ogooué, Jennifer Ondo Mouchita đã đăng quang Hoa hậu Gabon 2013 bởi Hoa hậu Gabon 2012 Marie-Noëlle Ada trong buổi dạ tiệc tại vòng chung kết của người phụ nữ đẹp nhất Gabon đã được tổ chức vào thứ Sáu, ngày 22 tháng 12 tại "Thành phố dân chủ" ở Libreville.

## Hoa hậu Hoàn vũ 2013
Jennifer Ondo đến từ Libreville, đã đại diện cho đất nước cô tại cuộc thi Hoa hậu Hoàn vũ 2013 tại Tòa thị chính Crocus ở Moscow, Nga vào ngày 9 tháng 11 sau khi cô được vinh danh là Người phụ nữ đẹp nhất Gabon nhưng không lọt vào top 15.

## Chương trình truyền hình thực tế 2018
Năm 2018, Ruth Jennifer Ondo Mouchita đã tham gia vào buổi quay phim truyền hình thực tế có tên " Les perles de Beverly Hills "; Bộ phim vẫn đang được sản xuất.

## Xuất hiện video âm nhạc
Cô đã xuất hiện nhiều lần trong các video âm nhạc. Cô xuất hiện trong video âm nhạc của ca sĩ Shan'L là "Tchizambengue" đạt 13 triệu lượt xem trên YouTube.